# Sionismus

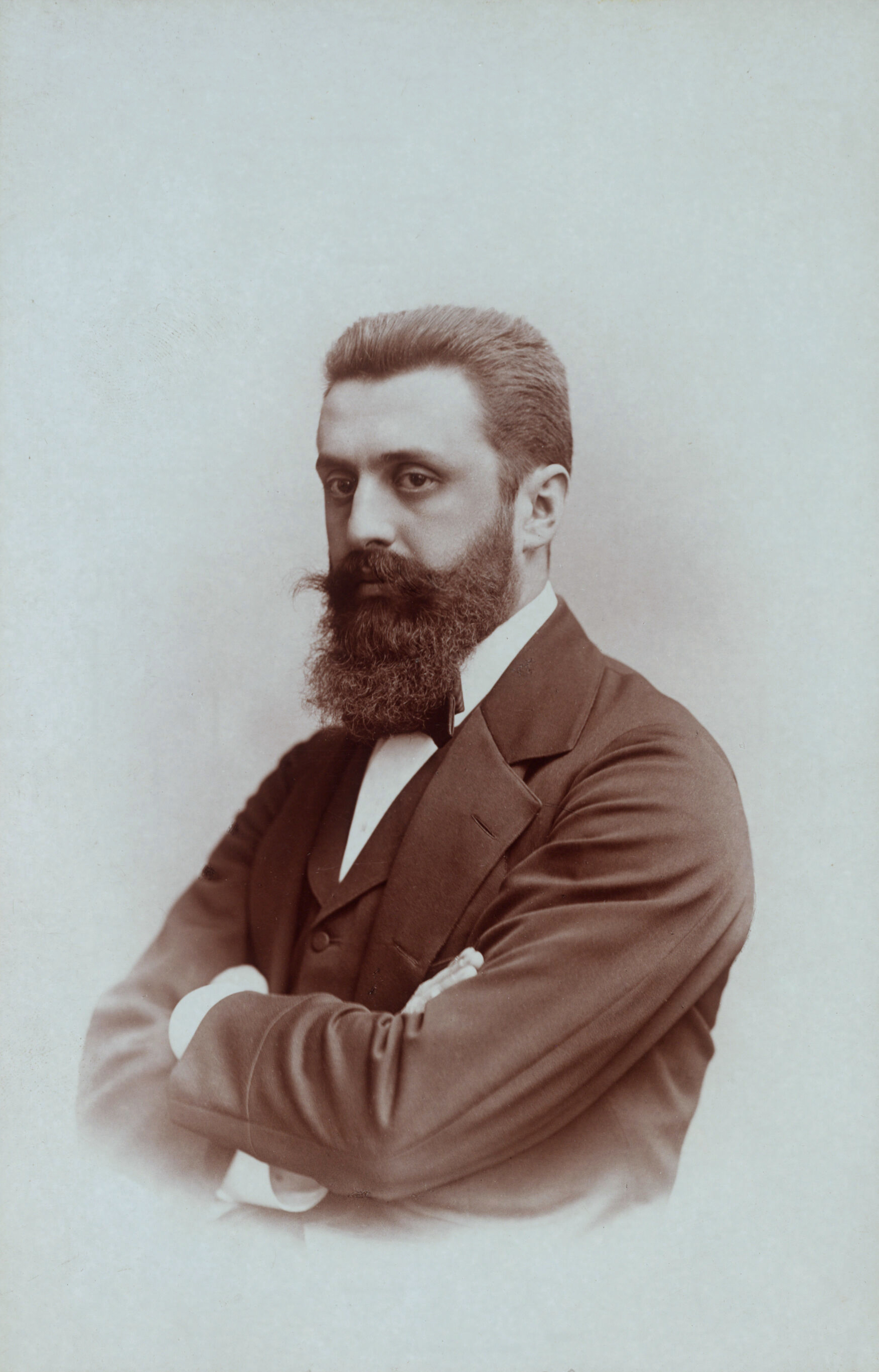
Dr. Theodor Herzl, duchovní otec sionismu

Sionismus (hebrejsky: ציונות‎, Cijonut) je etnicko nacionální ideový směr, který vznikl v druhé polovině 19. století mezi evropskými Židy. Hlavním cílem jeho představitelů bylo a je přesídlení Židů do země izraelské (Erec Jisra'el) a vybudování a udržení židovského státu, národního státu Židů, čehož chtěli dosáhnout osadnickou kolonizací Palestiny.

## Název
Název sionismus je odvozen od pahorku Sijón v Jeruzalémě, kde bibličtí proroci očekávají příchod Hospodina. Samotný pojem „sionismus“ pochází od Nathana Birnbauma, jenž ve Vídni roku 1882 založil studentský spolek Kadima („Vpřed“) s protosionistickým programem a jenž od roku 1885 začal vydávat časopis Selbstemanzipation! („Autoemancipace!“).

## Původ a vývoj

### Počátky
Koncept židovského nacionalismus se poprvé objevil v době zrodu ideologie nacionalismu a národních hnutí v šedesátých letech 19. století. Židovská inteligence v Evropě, inspirována národně obrozeneckými hnutími, tehdy začala prosazovat myšlenku kulturní jednoty Židů. Vedle této nacionální větve, existovala ještě socialistická, která dala později vzniknout dělnickému sionismu. Jeho průkopníkem byl již kolem poloviny 19. století německý filosof Moses Hess. Tento směr věřil v sebeurčení Židů v Palestině prostřednictvím dělnické třídy a kolektivních kibuců a mošav.
Myšlenka sionismu se objevila až v osmdesátých letech 19. století, tj. v době kdy Židé ve většině západoevropských a středoevropských zemích dosáhli plné občanské emancipace. Ortodoxnější Židé však protestovali proti asimilaci do jednotlivých evropských národů a liberalizujících se společností. V tomto ohledu byl sionismus také reakcí na asimilační ideologii Haskala a na výzvy modernity a liberalismu druhé poloviny 19. století, nejen tedy na evropský antisemitismus. Situace však byla odlišná ve východní Evropě, kde emancipace postupovala pomaleji a byly zde časté pogromy (zejména v carském Rusku). V letech 1882 až 1910 emigrovaly kvůli násilí a útisku z Ruska tři miliony Židů (do Palestiny však jen 1 % z nich). Jeden z průkopníků sionismu, ruský Žid Leo Pinsker, odmítl možnost židovské asimilace a postavil se za nutnost emigrace.

### Sionistická organizace

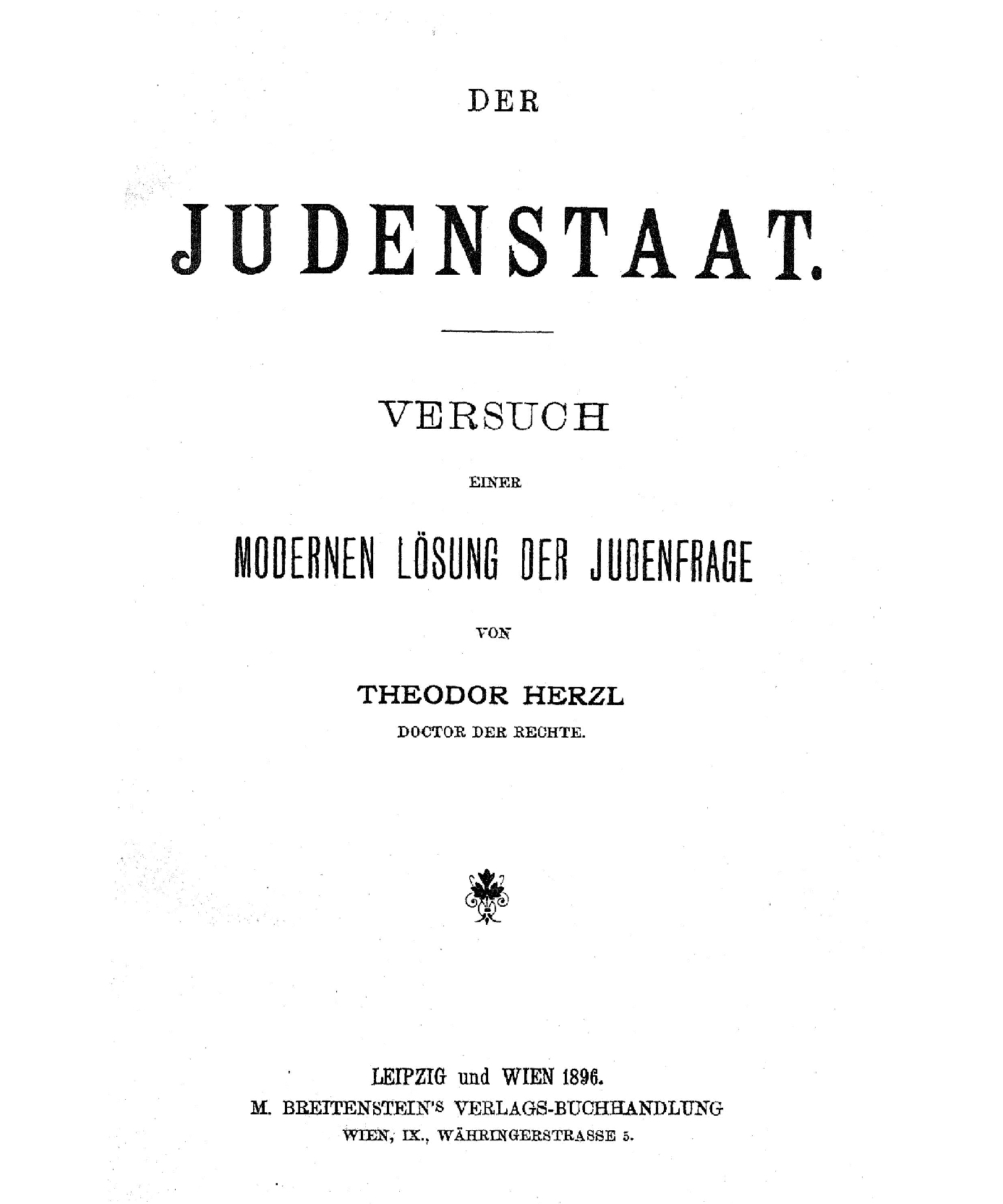
Theodor Herzl: Židovský stát, první vydání základní knihy sionismu

Moderním zakladatelem sionismu byl rakousko-uherský dr. Theodor Herzl, který byl k myšlence sionismu přiveden kampaní proti Alfrédu Dreyfusovi. V roce 1896 napsal pro sionismus významnou knihu Židovský stát. Pokus o moderní řešení židovské otázky. V roce 1897 byla v Basileji založena Světová sionistická organizace (v době založení pod názvem Sionistická organizace (hebrejsky הַהִסְתַּדְּרוּת הַצִּיּוֹנִית‎, HaHistadrut HaTsionit)). Sionismus se brzy rozšířil zvláště mezi východoevropskými Židy, ohroženými antisemitismem a pogromy. V prvních deseti letech hnutí navrhovalo celou řadu míst, kde by mohl židovský stát existovat, jako například Britská východní Afrika, Argentina, Kypr, Mezopotámie, Mosambik a Sinajský poloostrov. Poté již v hnutí převládala představa Palestiny, u které bylo možné argumentovat starověkým historickým pobytem Židů.
V letech 1881 až 1903 probíhala tzv. první alija. Sionistická organizace však nejdříve nesehnala tolik financí, v kolik doufala. Stabilní financování přišlo až s podporou od rodu Rothschildů. Zejména francouzský podnikatel Edmond James de Rothschild investoval do skupování pozemků a zakládání židovských osad v severní Palestině značné jmění. Během této první imigrační vlny se do osmanské Palestiny vydalo 25 tisíc zejména východoevropských Židů. Další dva tisíce emigrovaly z Jemenu. Počet Židů v Palestině se tím tehdy zdvojnásobil. Pojem první alija je přitom zavádějící, protože již mezi lety 1840 a 1880 do Palestiny emigrovalo přes deset tisíc Židů. Před rokem 1840 byl odhadovaný počet Židů v Palestině nižší než deset tisíc. V roce 1901 Sionistická organizace založila Židovský národní fond, jehož účelem bylo vykupování půdy v Palestině.

### Sionisté v Palestině po jejím převzetí Brity

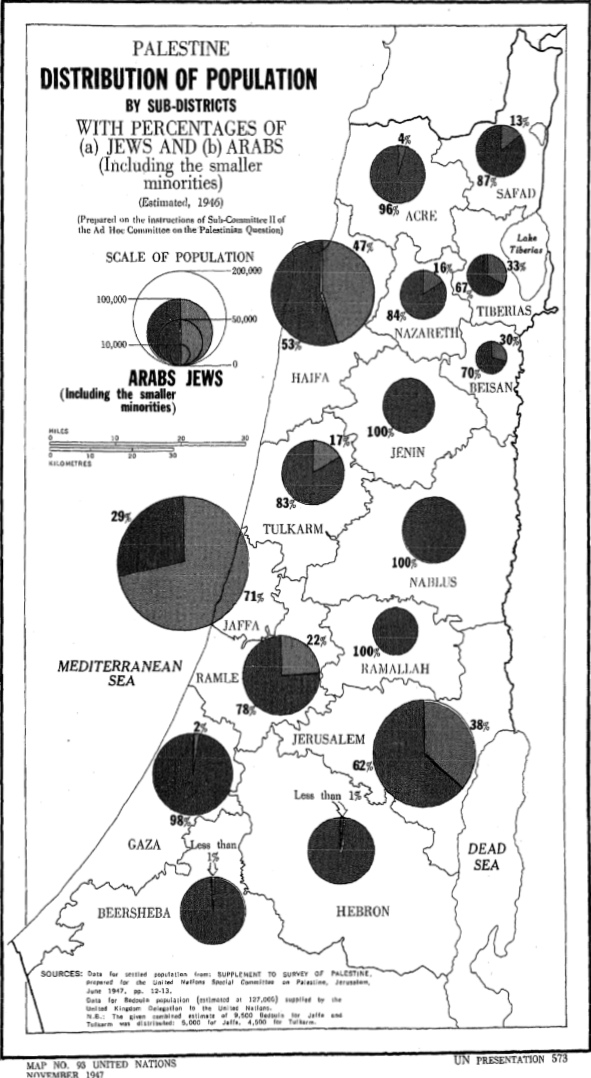
Podíly arabské a židovské populace v jednotlivých regionech mandátní Palestiny (1947)

Oficiální podporu získali sionisté roku 1917 v Balfourově deklaraci od britské vlády, která palestinské území po zanikající osmanské říši později mandátně spravovala. Deklarace, podepsaná britským ministrem zahraničí Arthurem Balfourem, byla odeslána 2. listopadu 1917 lordu Lionelu Walteru Rothschildovi, předsedovi britské sionistické organizace. Hlavními představiteli sionismu se stali prezident Sionistické organizace Chajim Weizmann a představitel dominantního socialistického dělnického sionismu, podporujícího osídlování budoucího státu kibucy, David Ben Gurion, předseda Židovské agentury zastupující palestinské Židy. Prvně jmenovaný se později stal prvním izraelským prezidentem, druhý prvním premiérem. Radikálnější, pravicověji zaměřený byl revizionistický sionismus založený Vladimírem Žabotinským, vojensky podporovaný Irgunem, který působil vedle hlavní židovské podzemní armády Hagany. Militantní revizionistické organizace jako Irgun a Lechi, které chtěly vytvořit židovský stát i násilnou cestou, byly britskou mandátní správou považovány za teroristické organizace.

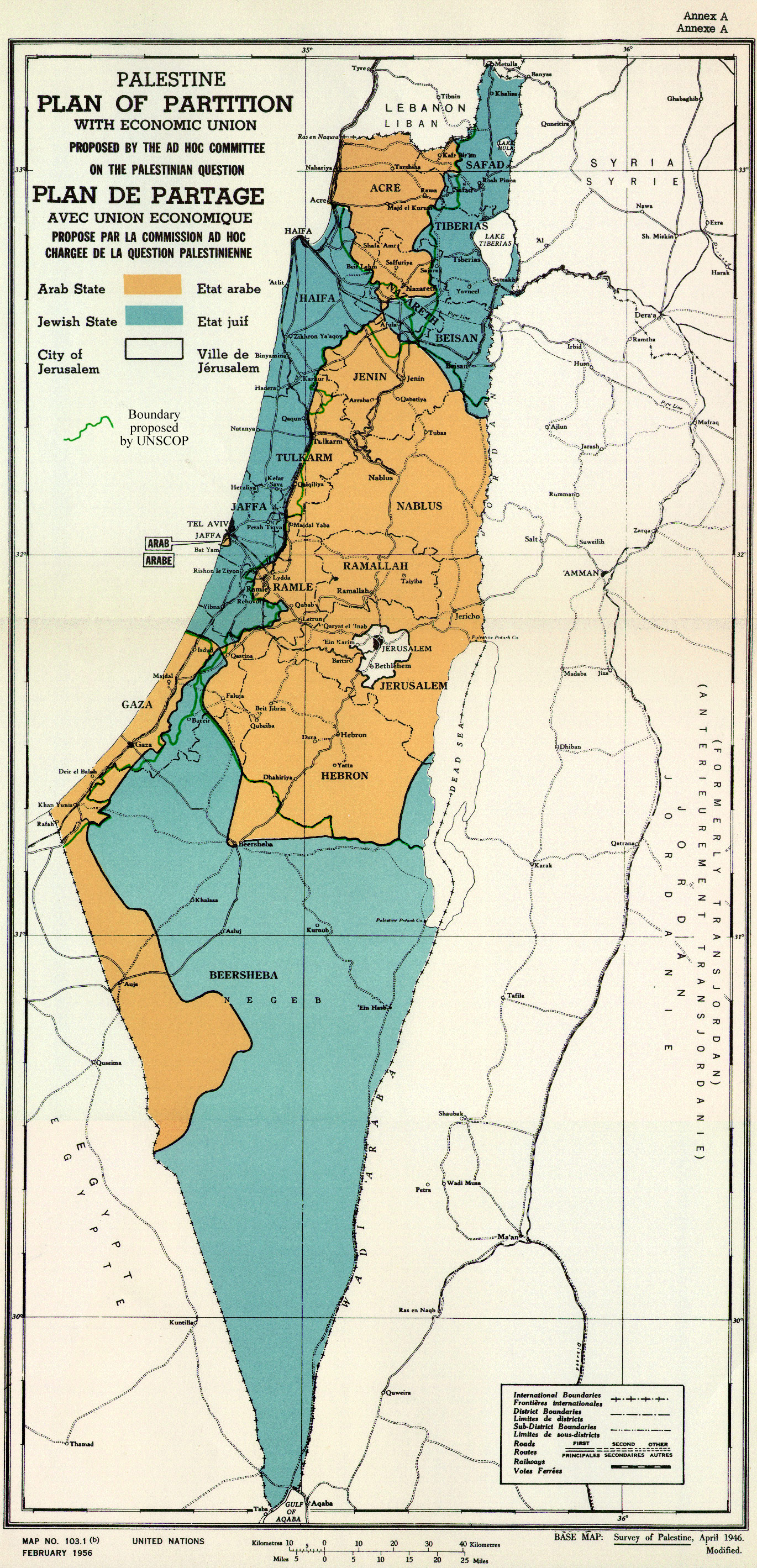
Návrh rozdělení Palestiny vytvořený Zvláštní komisí OSN pro Palestinu v roce 1947. Oranžově je arabský stát, modře židovský stát

Již po první židovské migrační vlně, která proběhla ještě za nadvlády Osmanů nad Palestinou, se osadnické snahy sionistů setkali s odporem palestinských Arabů, kteří na daném území žili po staletí. To dalo vzniknout židovsko-arabskému konfliktu v Palestině. K roku 1922 tvořili Arabové 90 % populace Palestiny a Židé 10 %. V době převzetí moci britskou mandátní správou a v následujících desetiletích tzv. mandátní Palestiny docházelo k celé řadě konfliktů mezi Araby, Židy a britskou správou (nepokoje z roku 1929, arabské povstání 1936–1939, židovská vzpoura 1944–1948). V roce 1937 britská Peelova komise poprvé přišla s tzv. dvojstátním řešením (tj. s dělením Palestiny na dva státy). Britská vláda v tzv. MacDonaldově bílé knize v roce 1939 slíbila vznik arabského státu s židovskou menšinou a výrazně omezila židovskou imigraci. V roce 1947 se Britové mandátu vzdali a problém předali OSN. Komise OSN připravila nový návrh rozdělení Palestiny na dva státy, přičemž židovský stát získal výrazně větší území než v návrhu z roku 1937. Židovský stát měl tvořit 56 % území mandátní Palestiny, ačkoliv Židé v té době stále tvořili jen 30 % populace Palestiny. Zatímco území arabského státu bylo zakresleno tak, aby v něm bylo jen 1 % Židů, v židovském státu měla zůstat 45% arabská menšina, což svědčilo o převaze Arabů v populaci tehdejší Palestiny.
V důsledku nacistické perzekuce Židů (viz též holokaust, šoa) za druhé světové války získala sionistická myšlenka širší mezinárodní podporu a OSN v listopadu 1947 schválilo plán na rozdělení Palestiny na židovský a arabský stát. V reakci vypukla v Palestině občanská válka. Na základě plánu byl 14. května 1948, po stažení Britů, vyhlášen nezávislý stát Izrael.

## Směry a skupiny
Sionismus se člení na řadu politických směrů a skupin spojených hlavní myšlenkou. Mezi základní patří:
- dělnický sionismus – levicový, David Ben Gurion
- revizionistický sionismus – pravicový, Vladimír Žabotinský
- náboženský sionismus – kombinuje myšlenky sionismu s judaismem
- všeobecní sionisté – pravo-středový sionismus

Specifickým (a politicky významným) směrem je křesťanský sionismus, podle něhož křesťané mají z teologických důvodů podporovat právo Židů na osídlení Palestiny a existenci státu Izrael.

## Přistěhovalectví
K židovskému přistěhovalectví na území budoucího státu Izraele docházelo v několika vlnách, tzv. alijách:
- 1881–1903 první alija – zejména kvůli pogromům v carském Rusku, zakládání prvních zemědělských osad (Rišon le-Cijon)
- 1904–1914 druhá alija ovlivněná socialismem a Herzlovým sionismem, zakládány kibucy (Deganja) a Tel Aviv
- 1919–1923 třetí alija a 1924–1928 čtvrtá alija již do britského mandátu Palestina
- 1929–1939 pátá alija – Židé prchající zejména z Německa před nacismem
- 1941–1947 alija Bet – ilegální imigrace na britské mandátní území během druhé světové války a po ní
- po 2. světové válce, kdy se příliv imigrantů zvýšil i o Židy z arabských zemí.

Židovští osadníci vykupovali ladem ležící půdu a zakládali kolektivní osady (kibucy a mošavy). V Balfourově deklaraci z roku 1917 se podařilo získat od Spojeného království příslib k vytvoření židovské domoviny. Přesto však Britové židovské přistěhovalectví omezovali, i přes pronásledování Židů nacisty. Sionistické organizace pokračovaly v ilegálním přistěhovalectví, aby zachránily co největší počet Židů. Po druhé světové válce se sionistům podařilo prosadit zřízení státu Izrael, když Valné shromáždění OSN v listopadu 1947 schválilo plán, podle něhož měl být britský mandát Palestina rozdělen na židovský a arabský stát.

## Kritika
Sionismus není všeobecně přijímán všemi Židy. Existují například antisionisticky smýšlející skupiny ortodoxních Židů (např. Neturej karta), které myšlenku sionismu odmítají a na území Izraele se povětšinou odmítají vracet. Tyto skupiny vnímají sionismus jako herezi, neboť dle Tóry může židovský stát založit pouze mesiáš.
Sionismus byl také v minulosti rezolucí Valného shromáždění OSN č. 3379 označen za jednu z forem rasismu. Ta byla prosazena v roce 1975 převážně hlasy arabských, komunistických a rozvojových zemí. Rezoluce byla anulována v r. 1991 rezolucí č. 46/86 a v historii OSN se jednalo k roku 2010 o jedinou revokovanou rezoluci.